# Vanessa Gonçalves
Vanessa Andrea Gonçalves Gómez, née le 10 février 1986 à Baruta, est une jeune femme élue Miss Venezuela 2010. Elle représente son pays à l'élection de Miss Univers 2011.

## Biographie
Elle a fait des études de médecine dentaire.